# Tyrone Mings
Tyrone Deon Mings (* 13. března 1993 Bath) je anglický profesionální fotbalista, který hraje na pozici středního obránce za anglický klub Aston Villa FC a za anglický národní tým.

## Klubová kariéra
- Southampton FC (mládež)
- Bristol Rovers FC (mládež)
- Yate Town FC 2011–2012
- Chippenham Town FC 2012
- Ipswich Town FC 2012–2015
- AFC Bournemouth 2015–2019
- Aston Villa FC 2019-[4]

## Reprezentační kariéra
Kromě toho, že Mings mohl reprezentovat Anglii, měl také možnost nastupovat v barbadoské reprezentac prostřednictvím svých prarodičů z otcovy strany. Mings byl poprvé povolán do anglické reprezentace v srpnu 2019 na zápasy kvalifikace na Euro 2020 proti Bulharsku a Kosovu. Mings debutoval při venkovním vítězství 0:6 nad Bulharskem v říjnu 2019, kdy odehrál celý zápas. Zápas byl zastíněn rasistickými chorály bulharských fanoušků na adresu Mingse a dalších anglických hráčů jiné než bílé barvy pleti.
V červnu 2021 byl Mings nominován do anglického týmu na závěrečný turnaj Euro 2020. Nastoupil v základní sestavě prvního utkání v základní skupině, ve kterém pomohl udržet čisté konto při výhře 1: 0 proti Chorvatsku. Odehrál také celé utkání druhého kola základní skupiny proti Skotsku, opět Anglie udržela čisté konto při remíze 0:0. V posledním zápase skupinové fáze, dne 22. června v utkání proti Česku, vystřídal v 79. minutě Johna Stonese. Anglie zvítězila 1:0 a postoupila do vyřazovací fáze z prvního místa. Po zbytek turnaje, ve kterém Angličané prohráli až ve finále po penaltovém rozstřelu s Itálií, zůstal již na lavičce náhradníků a do zápasů nezasáhl.

## Statistiky

### Klubové
K 26. září 2021
| Klub                | Sezóna  | Liga                             | Liga   | Liga | FA Cup | FA Cup | EFL Cup | EFL Cup | Ostatní | Ostatní | Celkem | Celkem |
| Klub                | Sezóna  | Liga                             | Zápasy | Góly | Zápasy | Góly   | Zápasy  | Góly    | Zápasy  | Góly    | Zápasy | Góly   |
| ------------------- | ------- | -------------------------------- | ------ | ---- | ------ | ------ | ------- | ------- | ------- | ------- | ------ | ------ |
| Chippenham Town     | 2012/13 | Southern League Premier Division | 10     | 0    | 0      | 0      | —       | —       | 3       | 0       | 13     | 0      |
| Ipswich Town        | 2012/13 | Championship                     | 1      | 0    | 0      | 0      | —       | —       | —       | —       | 1      | 0      |
| Ipswich Town        | 2013/14 | Championship                     | 16     | 0    | 2      | 0      | 0       | 0       | —       | —       | 18     | 0      |
| Ipswich Town        | 2014/15 | Championship                     | 42     | 1    | 2      | 0      | 0       | 0       | 0       | 0       | 44     | 1      |
| Ipswich Town        | Celkem  | Celkem                           | 59     | 1    | 4      | 0      | 0       | 0       | 0       | 0       | 63     | 1      |
| AFC Bournemouth     | 2015/16 | Premier League                   | 1      | 0    | 0      | 0      | 1       | 0       | —       | —       | 2      | 0      |
| AFC Bournemouth     | 2016/17 | Premier League                   | 7      | 0    | 1      | 0      | 1       | 0       | —       | —       | 9      | 0      |
| AFC Bournemouth     | 2017/18 | Premier League                   | 4      | 0    | 0      | 0      | 1       | 0       | —       | —       | 5      | 0      |
| AFC Bournemouth     | 2018/19 | Premier League                   | 5      | 0    | 0      | 0      | 2       | 0       | —       | —       | 7      | 0      |
| AFC Bournemouth     | Celkem  | Celkem                           | 17     | 0    | 1      | 0      | 5       | 0       | 0       | 0       | 23     | 0      |
| Aston Villa (host.) | 2018/19 | Championship                     | 18     | 2    | —      | —      | —       | —       | 0       | 0       | 18     | 2      |
| Aston Villa         | 2019/20 | Premier League                   | 33     | 2    | 0      | 0      | 3       | 0       | —       | —       | 36     | 2      |
| Aston Villa         | 2020/21 | Premier League                   | 36     | 2    | 0      | 0      | 1       | 0       | —       | —       | 37     | 2      |
| Aston Villa         | 2021/22 | Premier League                   | 5      | 0    | 0      | 0      | 0       | 0       | —       | —       | 5      | 0      |
| Aston Villa         | Celkem  | Celkem                           | 92     | 6    | 0      | 0      | 4       | 0       | 0       | 0       | 96     | 6      |
| Celkem              | Celkem  | Celkem                           | 178    | 7    | 5      | 0      | 9       | 0       | 3       | 0       | 195    | 7      |

### Reprezentační
K 5. září 2021
| Anglie | Anglie | Anglie |
| Rok    | Zápasy | Góly   |
| ------ | ------ | ------ |
| 2019   | 2      | 0      |
| 2020   | 5      | 0      |
| 2021   | 7      | 0      |
| Celkem | 14     | 0      |